# Coprinus

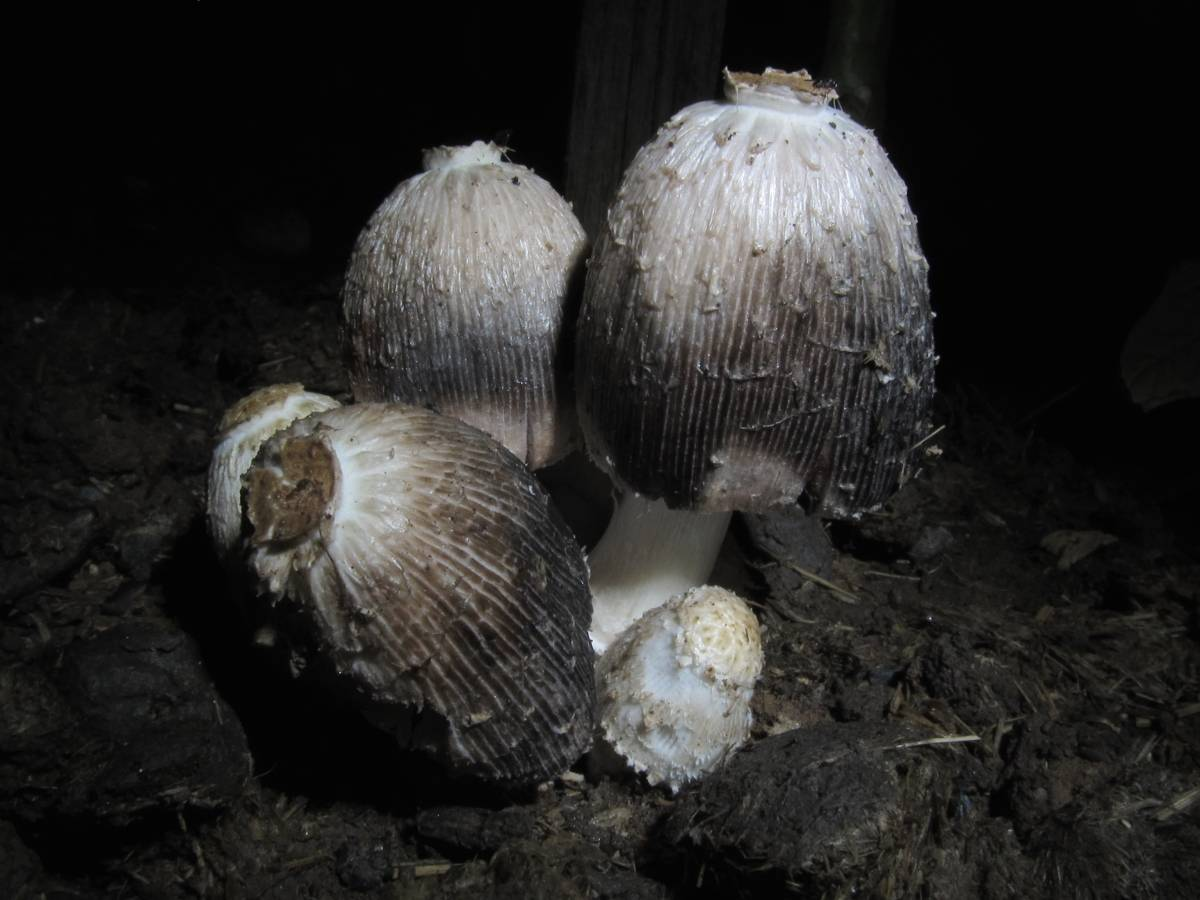
Czernidłak wielkopierścieniowy

Coprinus Pers. (czernidłak) – rodzaj grzybów z rodziny pieczarkowatych (Agaricaceae).

## Charakterystyka
Kapelusze łuskowate, włoskowate, połyskujące lub nagie, promieniowo pofałdowane lub bruzdkowane. Blaszki początkowo blade, później szarzejące i stopniowo czerniejące, u góry przyczepione, rzadko wolne. Trzony z pierścieniem lub (rzadko) bez pierścienia. Wysyp zarodników ciemnobrązowy do czarnego. Zarodniki gładkie lub szorstkie. Trama blaszek regularna (strzępki biegną równolegle).
Wszystkie gatunki Coprinus, Coprinopsis i Coprinellus to grzyby saprotroficzne rozwijające się na odpadach organicznych, kompoście, stertach gnijącej słomy, słomy zmieszanej z łajnem itp. Wiele gatunków to także grzyby koprofilne rozwijające się na odchodach, zwłaszcza koni i bydła.
Synonimy: Annularius Roussel, Coprinusella (Peck) Zerov, Ephemerocybe Fayod, Lentispora Fayod, Onchopus P. Karst., Pselliophora P. Karst., Pseudocoprinus Kühner.
Cechą charakterystyczną różniącą gatunki z rodzaju Coprinus od podobnych gatunków Coprinopsis, Coprinellus i Parasola jest brak promienistego żłobkowania kapelusza.

## Systematyka i nazewnictwo
Pozycja w klasyfikacji: Agaricaceae, Agaricales, Agaricomycetidae, Agaricomycetes, Agaricomycotina, Basidiomycota, Fungi (według Index Fungorum).
Rodzaj ten utworzony został w 1797 r. przez H.Ch. Persoona. Zaliczono do niego grzyby o czarnym wysypie zarodników, których blaszki, a nawet całe owocniki podczas dojrzewania rozpływają się w czarną ciecz. Prowadzone w latach 90. XX w.i na początku XXI wieku badania z zakresu filogenetyki molekularnej wykazały jednak, że jest to takson polifiletyczny, a cecha rozpływania się owocników w ciecz powstawała podczas ewolucji co najmniej trzykrotnie. W związku z tym rodzaj Coprinus rozbity został na wiele rodzajów: Coprinus (sensu stricto), Coprinellus, Coprinopsis, Parasola, Tulosesus, Narcissea i inne.
Naukowa nazwa Coprinus oznacza żyjący na łajnie. Polską nazwę czernidłak podał Franciszek Błoński w 1889 r. W polskim piśmiennictwie mykologicznym należące do tego rodzaju gatunki opisywane były także jako bedłka, czubajka, kołpak, kołpaczek, sowa.
Gatunki występujące w Polsce:
- Coprinus aphthosus Fr. 1838 – czernidłak wierzbowy[7]
- Coprinus comatus (O.F. Müll.) Pers. – czernidłak kołpakowaty
- Coprinus digitalis (Batsch) Fr. 1838[7] – czernidłak naparstkowaty
- Coprinus equinus Chełch. 1899[7] – czernidłak koński
- Coprinus fuscescens (Schaeff.) Fr. 1838 – czernidłak orzechowy[7]
- Coprinus nycthemerus Fr. 1838[8][7]
- Coprinus palmeranus Bogart 1976[8]
- Coprinus roris Quél. 1878[7]
- Coprinus sociatus (Schumach.) Fr. 1838[7]
- Coprinus sterquilinus (Fr.) Fr. – czernidłak wielkopierścieniowy
- Coprinus subdissseminatus M. Lange 1953[7]
- Coprinus velatus Quél. 1877[7]

Nazwy naukowe na podstawie Index Fungorum. Nazwy polskie według Władysława Wojewody i innych.